# U–855
Az U–856 tengeralattjárót a német haditengerészet rendelte a brémai AG Wessertől 1941. június 5-én. A hajót 1943. augusztus 2-án vették hadrendbe. Egy harci küldetése volt, hajót nem süllyesztett el.

## Pályafutása
Az U–856 egyetlen járőrútjára 1944. július 1-jén futott ki Kielből, kapitánya Prosper Ohlsen volt. Szeptember 11-én Izlandtól délre eltűnt. A teljes legénység, 56 tengerész eltűnt.

## Kapitányok
| Név               | Kezdőnap           | Zárónap              |
| ----------------- | ------------------ | -------------------- |
| Albert Sürenhagen | 1943. augusztus 2. | 1942. április 2.     |
| Prosper Ohlsen    | 1944. április 3.   | 1944. szeptember 11. |

## Őrjárat
| Indulás | Indulónap       | Érkezés | Zárónap              |
| ------- | --------------- | ------- | -------------------- |
| Kiel    | 1944. július 1. | *       | 1944. szeptember 11. |

* A tengeralattjáró nem érte el úti célját, eltűnt